# Данска на Летњим олимпијским играма 2016.
Данска је учествовала на Летњим олимпијским играма 2016. које су одржане у Рио де Жанеиру у Бразилу од 5. до 21. августа 2016. године. Олимпијски комитет Данске послао је 121 квалификованпг спортисту у шеснаест спортова. Освојено је десет петнаест од тога две златне. Мушка рукометна репрезентација Данске постала је први пут олимпијски првак.

## Освајачи медаља

### Злато
- Пернил Блум — Пливање, 50 м слободно
- Никлас Ландин, Мадс Кристиансен, Мадс Менса Ларсен, Каспар Улрих Мортенсен, Јеспер Нодесбо, Јаник Грин, Ласе Сван Хансен, Рене Тофт Хансен, Хенрик Мелгор, Каспер Сондергор, Хенрик Тофт Хансен, Микел Хансен, Мортен Олсен, Микаел Дамгор — Рукомет, мушка репрезентација

### Сребро
- Јакоб Фулсанг — Бициклизам, друмска трка
- Јакоб Барсјое, Каспер Јоргенсен, Мортен Јоргенсен, Јакоб Ларсен — Веслање, лаки четверац
- Марк Мадсен — Рвање, грчко-римски стил до 75 кг
- Ема Јоргенсен — Кајак и кану, К-1 500 м
- Камила Рјутер Јул, Кристина Педерсен — Бадминтон, парови
- Сара Слот Петерсен — Атлетика, 400 м препоне

### Бронза
- Ане Андерсен, Лерке Расмусен — Веслање, двојац без кормилара
- Каспер фон Фолсах, Ласе Норман Хансен, Никлас Ларсен, Фредерик Мадсен (Расмус Кводе у полуфиналу) — Бициклизам, потера екипно
- Мије Нилсен, Рике Мелер Педерсен, Жанете Отесен, Пернил Блум — Пливање, штафета 4х100 м мешовито
- Ласе Норман Хансен — Бициклизам, омниум
- Ане-Мари Риндом — Једрење, ласер радиал
- Јена Маи Хансен, Катја Салсков-Иверсен — Једрење, 49ерФХ
- Виктор Акселсен — Бадминтон, појединачно

## Учесници по спортовима
| Спорт         | Мушкарци | Жене | Укупно |
| ------------- | -------- | ---- | ------ |
| Атлетика      | 3        | 5    | 8      |
| Бадминтон     | 5        | 3    | 8      |
| Бициклизам    | 11       | 3    | 14     |
| Веслање       | 6        | 7    | 13     |
| Голф          | 2        | 2    | 4      |
| Једрење       | 6        | 5    | 11     |
| Кајак и кану  | 1        | 4    | 5      |
| Коњички спорт | 1        | 3    | 4      |
| Пливање       | 8        | 7    | 15     |
| Рвање         | 1        | 0    | 1      |
| Рукомет       | 14       | 0    | 14     |
| Стони тенис   | 1        | 0    | 1      |
| Стрељаштво    | 2        | 1    | 3      |
| Тенис         | 0        | 1    | 1      |
| Триатлон      | 1        | 0    | 1      |
| Фудбал        | 18       | 0    | 18     |
| 16 спортова   | 80       | 41   | 121    |